# Depot von Straußberg
Das Depot von Straußberg (auch Hortfund von Straußberg) ist ein Depotfund der frühbronzezeitlichen Aunjetitzer Kultur (2300–1550 v. Chr.) aus Straußberg, einem Ortsteil von Sondershausen im Kyffhäuserkreis (Thüringen). Das Depot ist heute verschollen.

## Fundgeschichte
Das Depot wurde 1922 zufällig auf der Feuerkuppe nördlich von Straußberg gefunden. Es lag frei im Boden.

## Zusammensetzung
Das Depot bestand aus etwa 35 bronzenen Randleistenbeilen. Zwei Beile gelangten nach Sondershausen in Privatbesitz, gingen aber im Zweiten Weltkrieg verloren. Der Verbleib der restlichen Stücke ist unbekannt.